# À vous de voir
À vous de voir est une émission de télévision française mensuelle destinée aux aveugles et aux malvoyants créée en 1996. Elle est diffusée chaque premier lundi du mois à 10h15 et rediffusée le samedi suivant aux alentours de 23h50 sur France 5.

## Concept
À vous de voir est une série de documentaires qui cherche à sensibiliser les voyants à la vie quotidienne des aveugles et des malvoyants en France et ailleurs. Chaque épisode de 26 minutes traite un sujet autour du handicap visuel, avec des témoignages de non-voyants et de proches, et parfois des explications de spécialistes sur les avancées, les nouvelles technologies ou des services qui leur sont destinés. Une voix off assure la narration et décrit les éléments visuels importants, ainsi que les adresses utiles en fin d'émission. L'émission s'adresse donc à tous, aux aveugles, malvoyants et voyants. À partir de février 2000, l'émission est rendue accessible aux sourds et malentendants via le sous-titrage codé télétexte.